# Thomas Bernardy

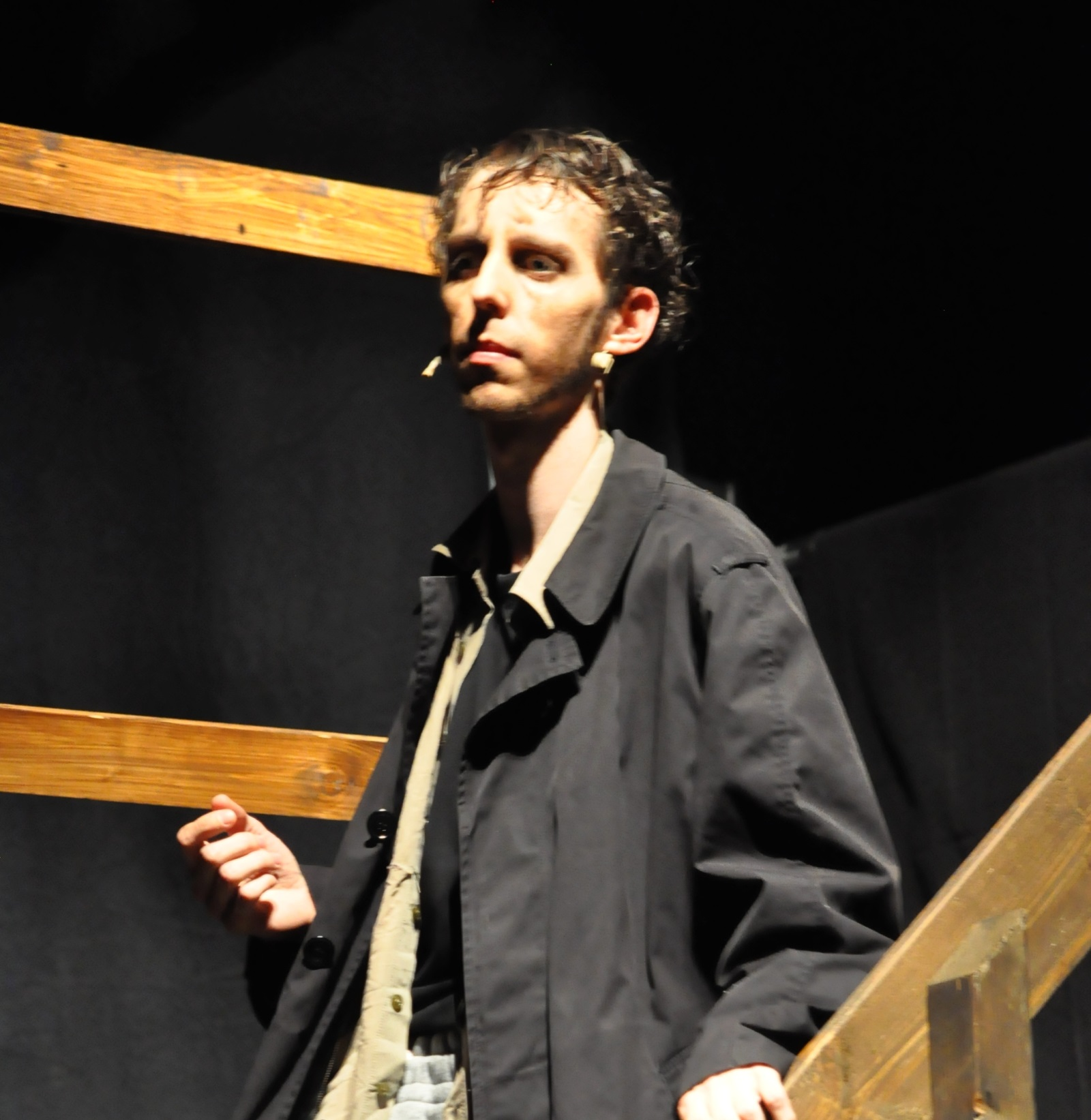
Thomas Bernardy (2014)

Thomas Bernardy (* 18. November 1986 in Merzig) ist ein deutscher Schauspieler und Sänger (Bariton).

## Leben
Neben seiner Schulzeit nahm Bernardy seit 1999 klassischen Gesangsunterricht. Von 2006 bis 2009 studierte er an der Stage School of Music, Dance & Drama Hamburg und seit 2010 Gesang bei Olaf Franz in Hamburg.
Bernardy spielte und sang von 2011 bis 2015 bei dem Hamburger Stadtgeflüster, an der Staatsoper Hamburg und im Thalia Theater. Außerdem war er 2013 mit der Shakespeare Company Hasselburg und in dem Musical Christa zusammen mit Gitti Rüsing in Nürnberg zu sehen und zu hören. Seither folgten unter anderem Engagements bei den Musicals PanNai und Norika (Nürnberg) sowie bei den Neuen Eutiner Festspielen (Aida, Der Freischütz, Carmen, Der Vogelhändler) und an der Hochschule für Musik und Theater Hamburg (Curlew River).

## Privates
Thomas Bernardy ist gebürtiger Saarländer und hat Hamburg als seinen Lebensmittelpunkt gewählt.